# Гірські дощові ліси Фогелькопу
Дощові ліси Фогелькопу та Ару (ідентифікатор WWF: AA0127) — австралазійський екорегіон тропічних та субтропічних вологих широколистяних лісів, розташований на заході Нової Гвінеї.

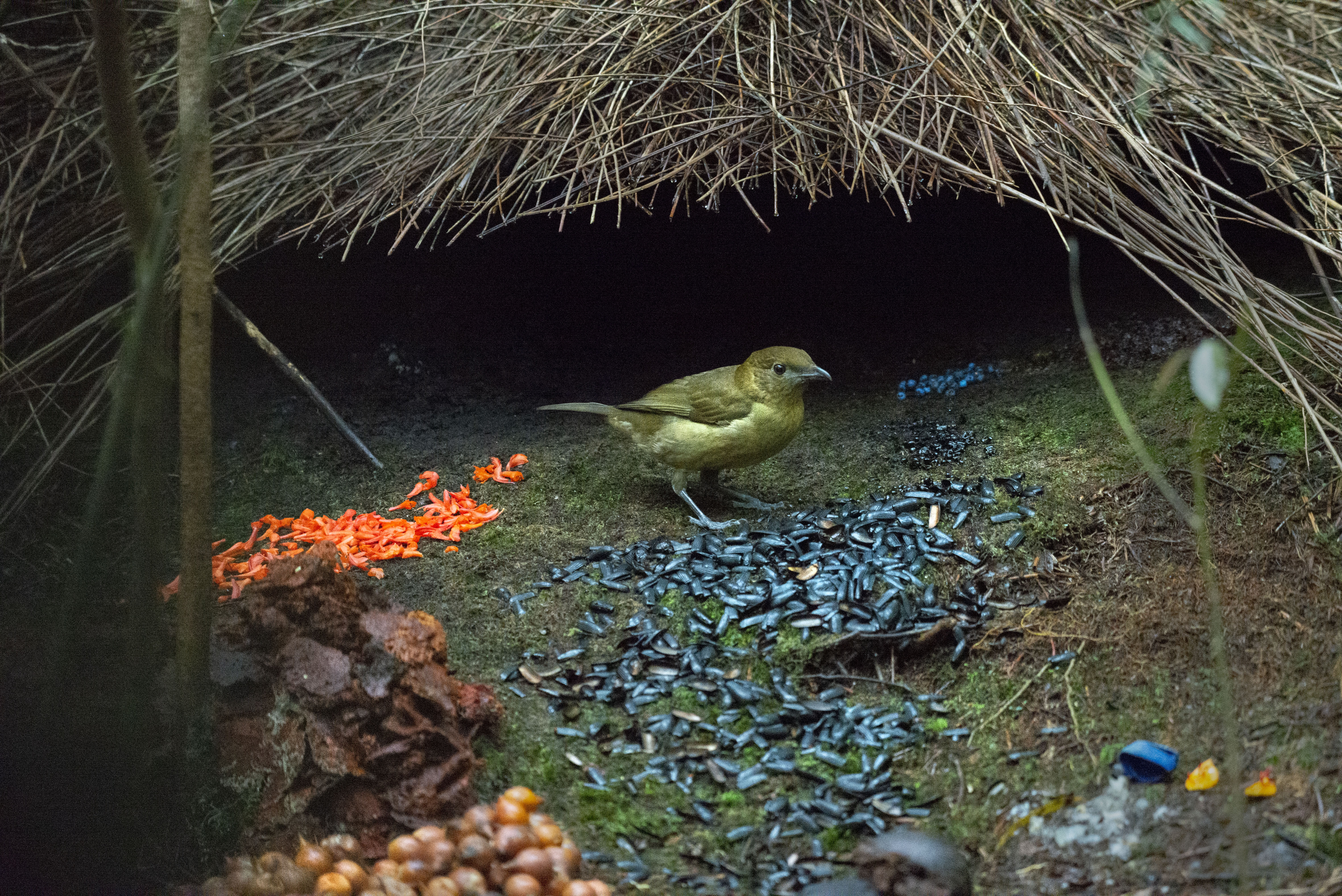
Ендемічний буроголовий садороб (Amblyornis inornata) в горах Арфак

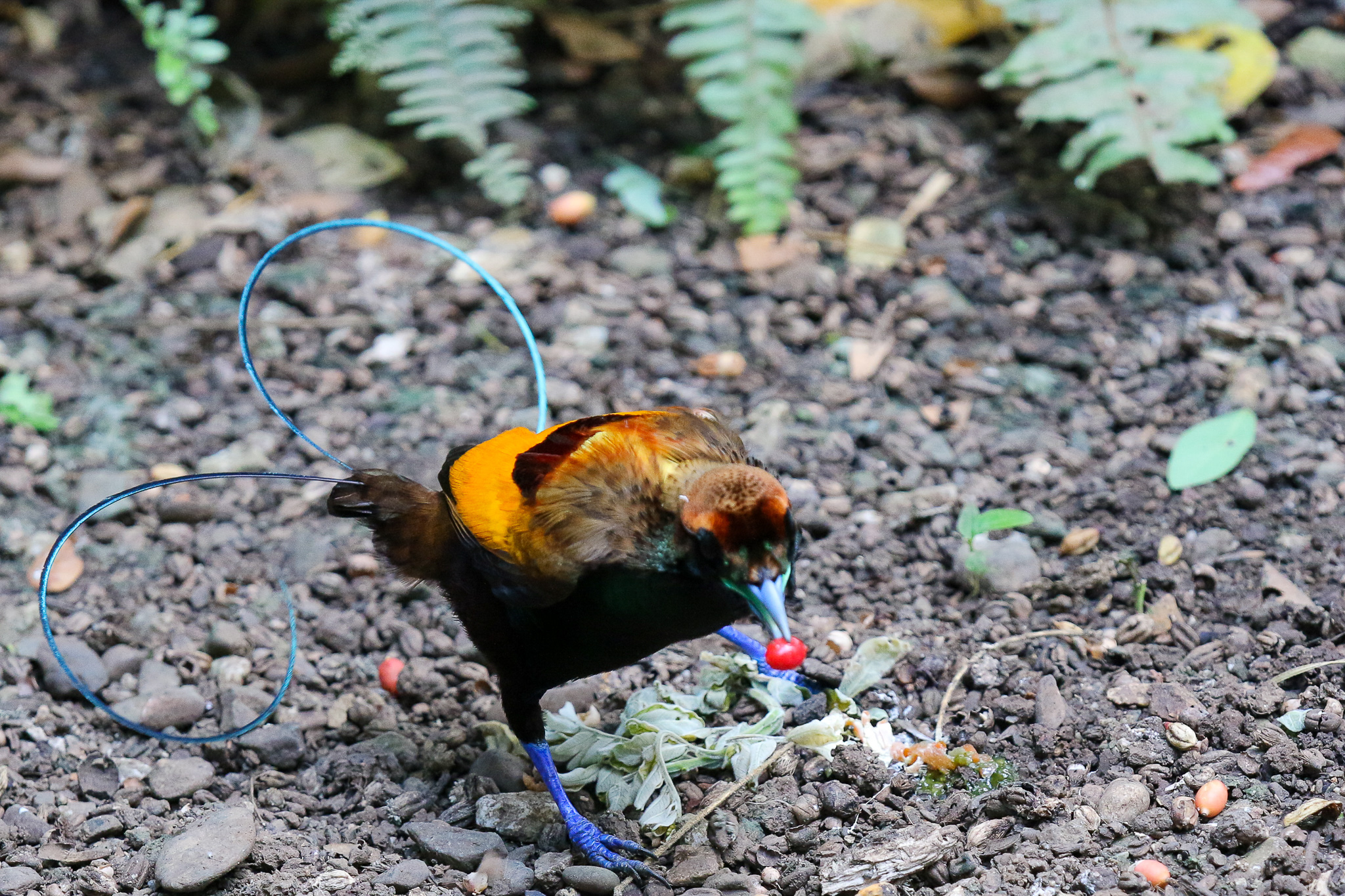
Золотоспинний дивоптах-білозір (Cicinnurus magnificus)

## Географія
Екорегіон гірських дощових лісів Фогелькопу охоплює високогірні райони, розташовані на крайньому північному заході Нової Гвінеї. Він включає гори Арфак і Тамрау, розташовані на півночі півострова Пташина Голова, також відомого як Фогелькоп або Доберай, гори Факфак і Кумава, розташовані на півострові Бомберай, який відділений від Доберая затоками Берау і Бінтуні, а також гори Вондівой, розташовані на півострові Вандаммен, що виступає з перешийку Пташина Шия у затоку Чендравасіх .
Найвищою вершиною гір Арфак та всього екорегіону є гора Арфак заввишки 2955 м. Гори Тамрау підіймаються на висоту 2501 м над рівнем моря, гори Факфак — на висоту 1619 м, гори Кумава — на висоту 1654 м, а гори Вондівой — на висоту 2252 м над рівнем моря. У навколишніх передгір'я і рівнинах, на висоті нижче 1000 м над рівнем моря, гірські дощові ліси Фогелькопу переходять у дощові ліси Фогелькопу та Ару.
Геологічна будова екорегіону дуже складна, а тектонічна активність — висока. Стрімкі гори регіону піднялися близько 10 мільйонів років тому, наприкінці міоцену. Гори Вондівой переважно складаються з метаморфічних порід, гори Факфак та Кумава — з вапняків, а гори Арфак та Тамрау — з різноманітної сумішші пісковиків, вапняків та вулканічних порід. Серед вапнякових скель регіону зустрічаються численні карстові форми рельєфу. 

## Клімат
На більшій частині екорегіону переважає екваторіальний клімат (Af за класифікацією кліматів Кеппена), а у високогір'ях гір Арфак та Вондівой — високогірний субтропічний клімат (Cfb за класифікацією Кеппена). Літо в регіоні спекотне, а зима більш м'яка та волога. На вершинах гір взимку трапляються морози, а іноді навіть випадає сніг. Середньорічна кількість опадів в регіоні коливається від 1150 до 3200 мм.

## Флора
В межах екорегіону зустрічаються різноманітні рослинні угруповання, зокрема вічнозелені та напіввічнозелені гірські дощові ліси та вапнякові ліси. Їх розподіл залежить від кількості опадів, висоти над рівнем моря та ґрунтів.
Основними рослинними угрупованнями екорегіону є вічнозелені гірські ліси. На низьких висотах в лісах переважають новогвінейські кастанопсиси (Castanopsis acuminatissima) та літокарпуси (Lithocarpus spp.) з родини Букові (Fagaceae), а також різноманітні представники родин Миртові (Myrtaceae) та Лаврові (Lauraceae). Зі збільшенням висоти у лісах починають переважати нотофагуси або південні буки (Nothofagus spp.), які зазвичай рясно вкриті мохами та іншими епіфітами. На найвищих висотах регіону поширені хвойні ліси, у яких переважають папуаські кедри (Papuacedrus papuana) та різні види ногоплідників (Podocarpus spp.), дакрикарпусів (Dacrycarpus spp.) і дакридіумів (Dacrydium spp.).

## Фауна
В межах екорегіону зустрічається 42 види ссавців — передусім сумчастих, дрібних гризунів та рукокрилих. Серед поширених в регіоні ссавців слід відзначити сірого деревного кенгуру (Dendrolagus inustus), пухнастого кускуса (Phalanger orientalis), плямистого кускуса (Spilocuscus maculatus), наземного кускуса (Phalanger gymnotis), смугастого поссума (Dactylopsila trivirgata), пір'їнохвостого поссума (Distoechurus pennatus), цукрову сумчасту летягу (Petaurus breviceps), новогвінейського квола (Dasyurus albopunctatus), трисмугу сумчасту куницю (Myoictis melas), звичайного колючого бандикута (Echymipera kalubu), довгоносого колючого бандикута (Echymipera rufescens), великого новогвінейського колючого пацюка (Rattus praetor), велетенського білохвостого щура (Uromys caudimaculatus) та великого крилана (Pteropus neohibernicus). 
Ендеміками екорегіону є ведмежі деревні кенгуру (Dendrolagus ursinus), вондівойські деревні кенгуру (Dendrolagus mayri), арфацькі кільчастохвості поссуми (Pseudochirulus schlegeli), самотні кільчастохвості поссуми (Pseudochirops coronatus), арфацькі карликові бандикути (Microperoryctes aplini), арфацькі пацюки (Rattus arfakiensis), арфацькі новогвінейники (Leptomys arfakensis) та кругловухі трубконосі крилани (Nyctimene cyclotis). Майже ендемічними представниками регіону є довгопалі кускуси (Dactylopsila palpator), чорноплямисті кускуси (Spilocuscus rufoniger), кускуси Штайна (Phalanger vestitus), довгохвості поссуми (Cercartetus caudatus), кільчастохвості поссуми д'Альбертіса (Pseudochirops albertisii), рудочереві сумчасті щури (Phascolosorex doriae), чорнохвості сумчасті щури (Murexia melanurus), вузькосмугі сумчасті щури (Phascolosorex dorsalis), бандикути Раффрея (Peroryctes raffrayana), смугасті бандикути (Microperoryctes longicauda), західні біловухі велетенські щури (Hyomys dammermani), гірські мозаїкохвості щури (Paramelomys rubex), а також дуже рідкісні волохаті проєхидни (Zaglossus bruijni) — найбільші сучасні однопрохідні ссавці. 
Орнітофауна екорегіону нараховує 304 види птахів. Серед майже ендемічних птахів, які окрім гір Західної Нової Гвінеї, поширені в низинах і горах на решті Нової Гвінеї, слід відзначити малого казуара (Casuarius bennetti), сірощокого великонога (Aepypodius arfakianus), червонодзьобого великонога (Talegalla cuvieri), смугасту качку (Salvadorina waigiuensis), новогвінейського голуба (Pampusana beccarii), новогвінейського тілопо (Ptilinopus ornatus), рудогрудого пінона (Ducula chalconota), гірського еготело (Aegotheles albertisi), темнокрилого еготело (Aegotheles wallacii), великого еготело (Aegotheles insignis), високогірного ночнаря (Eurostopodus archboldi), каштанового погонича (Rallicula rubra), чорнокрилого яструба (Accipiter melanochlamys), орлиноголового папугу (Psittrichas fulgidus), великого папугу-бронзоголова (Psittacella brehmii), малого папугу-бронзоголова (Psittacella madaraszi), червоноволого папужку-пігмея (Micropsitta bruijnii), малого лорікета (Charminetta wilhelminae), темноголового лорікета (Charmosyna josefinae), вогнистого лорікета (Charmosynopsis pulchella), зеленоголового лоріто (Geoffroyus simplex), гірського лорі (Oreopsittacus arfaki), великого лорі-гуа (Neopsittacus musschenbroekii), папуанського королаза (Cormobates placens), рудого малюра (Clytomyias insignis), новогвінейського ріроріро (Acanthiza cinerea), буроволого ріроріро (Gerygone ruficollis), золотолобу товстодзьобку (Pachycare flavogriseum), гірського папоротчука (Origma robusta), оливкового кущовика (Aethomyias arfakianus), папуанську чаучилу (Orthonyx novaeguineae), плямистокрилого шперкаря (Ptilorrhoa leucosticta), червоно-синього шперкаря (Ptilorrhoa castanonota), папуанського баргеля (Daphoenositta papuensis), жовтощокого ягодоїда (Oreocharis arfaki), жовтобородого свистуна (Aleadryas rufinucha), королівського свистуна (Pachycephala schlegelii), іржастого свистуна (Pachycephala hyperythra), зеленоспинного свистуна (Pachycephala soror), чорного пітогу (Melanorectes nigrescens), чорноволого совкодзьоба (Machaerirhynchus nigripectus), великого ланграйна (Artamus maximus), гірського біловуха (Peltops montanus), лускавника (Rhagologus leucostigma), папуанську віялохвістку (Rhipidura brachyrhyncha), сірочереву віялохвістку (Rhipidura albolimbata), великого чорняка (Megalampitta gigantea), малого чорняка (Melampitta lugubris), віялохвостого фруктоїда (Melanocharis versteri), товстодзьобого фруктоїда (Rhamphocharis crassirostris), жовточеревого фруктоїда (Melanocharis longicauda) та оливковоголового квіткоїда (Dicaeum pectorale).
Характерними представниками орнітофауни екорегіону також є попелясті корольці (Heteromyias albispecularis), чорноволі корольці (Plesiodryas albonotata), сірі корольці-чернеці (Peneothello cryptoleuca), сизі корольці-чернеці (Peneothello cyanus), жовтоногі гвінейниці (Kempiella griseoceps), канаркові гвінейниці (Devioeca papuana) та рудоспинні тоутоваї (Eugerygone rubra) з родини тоутоваєвих (Petroicidae), гірські медовички (Myzomela adolphinae), червоношиї медовички (Myzomela rosenbergii), сірі медовчики (Pycnopygius cinereus), рудоволі медвянці (Melidectes torquatus), сивоспинні медвянці (Melidectes ochromelas), лісові медолюби (Microptilotis montanus), тонкодзьобі медолюби (Microptilotis orientalis), чорногорлі медники (Caligavis subfrenata) та рудобокі смужники (Ptiloprora erythropleura) з родини медолюбових (Meliphagidae), золотоспинні дивоптахи-білозори (Cicinnurus magnificus) та східні дивоптахи-серподзьоби (Drepanornis albertisi) з родини дивоптахових (Paradisaeidae), а також чорнощокі нявкуни (Ailuroedus melanotis) та золотокрилі альтанники (Sericulus aureus) з родини наметникових (Ptilonorhynchidae). Ці птахи є представниками ендемічних для Австралазії родин, найбільше різноманіття яких спостерігається на Новій Гвінеї. Тоутоваєві — це дрібні комахоїдні птахи, подібні до мухоловок Старого Світу, а медолюби — це переважно дрібні птахи, що живляться нектаром, подібно до американських колібрі та африканських і азійських нектарок. Представники родини дивоптахових, також відомі як "райські птахи", вирізняються яскравим й химерним оперенням, а представники родини наметникових — дуже складною та цікавою шлюбною поведінкою, при якій самці будують своєрідні "намети", прикрашаючи їх та приваблюючи таким чином самиць.
Ендеміками екорегіону є новогвінейські еготело (Aegotheles affinis), папуанські погоничі (Rallicula leucospila), папуанські лорікети (Charmosyna papou), арафаканські нявкуни (Ailuroedus arfakianus), буроголові садороби (Amblyornis inornata), білолобі медвянці (Melidectes leucostephes), західні медвянчики (Melipotes gymnops), малі кущовики (Aethomyias rufescens), гірські свистуни (Pachycephala meyeri), чорні паротії (Parotia sefilata), західні оздобники (Lophorina niedda), зеленоволі оздобники (Lophorina superba), довгохвості шоломники (Paradigalla carunculata), чорні астрапії (Astrapia nigra), сапфірові фруктоїди (Melanocharis citreola) та золотохвості мунії (Lonchura vana), які зустрічаються виключно в горах Західної Нової Гвінеї.

## Збереження
Більшість лісів регіону залишаються незайманими. Тим не менш, природі регіону може загрожувати масштабна вирубка та збільшення чисельності людей у раніше малонаселених районах.
Оцінка 2017 року показала, що 11 958 км², або 58 % екорегіону, є заповідними територіями. Природоохоронні території включають: Природний заповідник Пегунунган-Вондібой, Природний заповідник Пегунунган-Арфак, Природний заповідник Пегунунган-Кумава, Природний заповідник Пегунунган-Факфак, Природний заповідник Пегунунган-Тамрау-Селатан та Природний парк Гунунг-Мея.